# Hoofdideaaldomein
Een hoofdideaaldomein is in de abstracte algebra een integriteitsgebied waarin elk ideaal een hoofdideaal is. Dit betekent dat elk ideaal door één element wordt voortgebracht.
Merk op dat een hoofdideaaldomein voorkomt in de onderstaande hiërarchie:
eindige lichamen/velden ⊂ lichamen (Nederlands) / velden (Belgisch) ⊂ euclidische domeinen ⊂ hoofdideaaldomeinen ⊂ unieke factorisatiedomeinen ⊂ integriteitsgebieden ⊂ commutatieve ringen ⊂ ringen
De stelling van Bachet-Bézout en de hoofdstelling van de rekenkunde gelden in een hoofdideaaldomein.

## Voorbeelden
Dit zijn enkele voorbeelden:
- {\displaystyle K}: alle lichamen,
- {\displaystyle \mathbb {Z} }: de ring van de gehele getallen,
- {\displaystyle K[x]}: de ring van polynomen in één variabele.

Voorbeelden van integraaldomeinen, die geen hoofdideaaldomein zijn:
- {\displaystyle \mathbb {Z} [x]}: de ring van de polynomen over de gehele getallen. Deze ring is geen hoofdideaaldomein, omdat het ideaal dat wordt voortgebracht door 2 en {\displaystyle x}, niet kan worden voortgebracht door één polynoom.
- {\displaystyle K[x,y]}: Het ideaal {\displaystyle (x,y)} is geen hoofdideaal.

## Eigenschappen
- Ieder paar elementen heeft in een hoofdideaaldomein een grootste gemene deler.
- Ieder hoofdideaaldomein is een uniek factorisatiedomein, Noethers en integraal gesloten.
- In iedere ring zijn de maximale idealen ook priemidealen. In een hoofdideaaldomein is er bijna het omgekeerde resultaat: ieder priemideaal dat verschilt van nul, is ook maximaal. Deze eigenschap maakt alle hoofdideaaldomeinen tot Dedekind-ringen.